# Хисамутдинов, Габтуль-Самат Гилязьевич
Габтуль-Самат Гилязьевич Хисамутдинов — советский хозяйственный деятель.

## Биография
Родился в 1925 году в Гомеле. Член КПСС.
Окончил Казанский авиационный институт.
В 1942—1946 гг. — слесарь на Казанском заводе № 230.
В 1951—1963 гг. — конструктор, начальник бюро, отдела специального конструкторского бюро, в 1963—1967 гг. — секретарь парткома Казанского авиационного завода, в 1967—1991 гг. — главный инженер Казанского авиационного производственного объединения.
За участие в разработке и внедрении метода постройки самолётов с применением принципиально новых технологических процессов сборки конструкции стапелей и универсальных приспособлений был в составе коллектива удостоен Государственной премии СССР 1971 года закрытым Постановлением Совета Министров СССР и ЦК КПСС.
Умер в 2011 году в Казани.

## Награды
- Орден Ленина
- Орден Октябрьской Революции
- Орден Трудового Красного Знамени (дважды)